# Heorot (banda)
Heorot es una banda finlandesa de viking metal y folk metal. Fue fundada por el cantante Teemu "Modsognir" Ollikainen y el batería Mikko Nokelainen en 2002. La letra de las canciones de la banda tratan, entre otras cosas, de la batalla del fin del mundo. La música de la banda tiene influencias musicales de distintas bandas como Moonsorrow o Finntroll. A principios de 2006 falleció el cantante y fundador de la banda. Aun así la banda siguió adelante y heorot publicó en 2007 su primer y único álbum titulado Ragnarök.

## Discografía

### Álbumes
- Ragnarök - (2007)

1. Juhla nuotiolla ” Fest at the camp fire”
2. Ristiretki “Crusade”
3. Pyhä simasali “Holy mead hall”
4. Kansaansa vastaan “Against his nation”
5. Jättiläisen laulu ”Song of the Giant”
6. Yö jahti ” Night hunt”
7. Mustat linnut ”Black birds”
8. Ylpeyden kiro ”Curse of the pride”
9. Ragnarök

### Demos
- Yö jahti - (2005)
- Auringonkehrä - (2006)

## Miembros
- Timo 'Tipi' Nokelainen - Vocalista, guitarrista
- Karri Kortelainen - Guitarrista
- A.P. Konga - Guitarrista
- Kimi Intke - Bajista
- Mikko Nokelainen - Batería
- Jani 'Krago' Ambrusin - Teclista

### Miembros antiguos
- Teemu ”Modsognir” Ollikainen - Vocalista